# Tabanedo
Tabanedo es una localidad española perteneciente al municipio de Cármenes, en la provincia de León, comunidad autónoma de Castilla y León.

## Geografía

### Ubicación
| Noroeste: Getino     | Norte: Pedrosa   | Noreste: Lavandera   |
| Oeste: Felmín        |                  | Este: Rodillazo      |
| Suroeste Vegacervera | Sur: Villalfeide | Sureste: Villalfeide |

## Demografía
| Gráfica de evolución demográfica de Tabanedo entre 1900 y 2021                                                                                    |
| |
| Población de derecho (1900-1991) o población residente (2001) según los censos de población del INE. Población según el padrón municipal del INE. |